# Джозеф Боакай
Джозеф Нюма Боакай (або Джозеф Нюма Боакаї ) — ліберійський політик, 26-й і нинішній президент Ліберії .  Раніше він обіймав посаду 29-го віце-президента Ліберії з 2006 по 2018 рік за часів президента  Еллен Джонсон Серліф, а також був міністром сільського господарства з 1983 по 1985 рік. Боакай балотувався на посаду президента у 2017 році, програвши вибори Джорджу Веа. Він переміг Веа на виборах 2023 року.

## Президентство
Боакаї переміг чинного президента Джорджа Веа у другому турі президентських виборів 2023 року, який відбувся 14 листопада. Під час своєї інавгурації на посаді президента 22 січня 2024 року Боакай мав труднощі з виголошенням інавгураційної промови, яку він не зміг закінчити, і його відвели з трибуни, при цьому повідомлялося, що він страждав від теплового виснаження.